# Geistliche Gemeindeerneuerung in der Evangelischen Kirche
Die Geistliche Gemeinde-Erneuerung in der Evangelischen Kirche (GGE) ist eine charismatische geistliche Bewegung in den evangelischen Landeskirchen Deutschlands. Sie ist eine Seelsorge- und Gottesdienstbewegung, die freie Gottesdienste und Lobpreisgottesdienste veranstaltet, neue Lieder in die Gottesdienste einbringt, Heilungsgebet nach Jak 5,13–16  unterstützt und durchführt sowie die Einrichtung von Glaubensgrundkursen und Alphakursen in Gemeinden fördert, unterstützt und anbietet, um die Liebe Gottes zu erfahren und von der Kraft des Heiligen Geistes erfüllt zu werden.

## Geschichte
Nach charismatischen Aufbrüchen in den 1950er und 1960er Jahren fand im Jahr 1963 in Enkenbach/Pfalz eine erste Tagung mit Arnold Bittlinger und Larry Christenson (USA) statt. Aus dem ersten Königsteiner Treffen, das im Jahr 1965 stattfand, entwickelte sich ein Ökumenischer Kirchentag. 1968 wurde in Craheim ein ökumenisches Lebenszentrum für die Einheit der Christen gegründet. Im Jahr 1973 entstand in der DDR eine ökumenische Kirchenwochenarbeit, 1974 konstituierte sich der Christusdienst Thüringen. 1976 wurden die Würzburger Leitlinien verabschiedet, die das erklärte Ziel einer charismatisch erneuerten Kirche enthalten. Im gleichen Jahr wurden unter Leitung von Paul Toaspern jährliche überkonfessionelle Sommertagungen in Berlin-Weißensee ins Leben gerufen. 1977 bildete sich unter Leitung von Pfarrer Gottfried Rebner der Borsdorfer Konvent, der sich später zum Arbeitskreis für Geistliche Gemeindeerneuerung in der DDR entwickelte.
1978 wurde unter dem ersten Vorsitzenden Wolfram Kopfermann die Charismatische Gemeindeerneuerung in der Evangelischen Kirche (CHARGE) gegründet, ein Jahr später wurde die GGE in der EKD ein eingetragener Verein und richtete ihre Geschäftsstelle in Hamburg ein.
Nachdem Wolfram Kopfermann 1988 die Evangelische Kirche verlassen hatte, um die selbständige Anskar-Kirche zu gründen, wurde Pfarrer Friedrich Aschoff erster Vorsitzender der GGE. 1991 wurde die GGE der DDR mit der GGE West zu einem gemeinsamen Leitungskreis vereinigt, deren Vorsitz Friedrich Aschoff übernahm, der von Wolfgang Breithaupt vertreten wurde. 1991 führte die GGE gemeinsam mit der Arbeitsgemeinschaft Gemeinde-Aufbau (AGGA) in Nürnberg den ersten Gemeinde-Kongress durch, der von nun an jährlich stattfinden sollte; in Friedrichshafen und Hannover fanden erste Seelsorgekonferenzen statt.
1994 wurde unter Leitung von Christoph von Abendroth die Tagungsstätte im Stift Obernkirchen bei Bückeburg in Dienst genommen. 1996 stellte die GGE die in England bewährten Alphakurse in Deutschland vor, die bald erfolgreich waren. 1999 fand in Nürnberg Jesus 2000 als gemeinsamer Kongress charismatischer Bewegungen in Deutschland statt.
2000 wurde das Jugendnetzwerk jesusgeneration.de ins Leben gerufen (2010 vom Netz genommen). In Berlin kamen ca. 50.000 Teilnehmer zum ersten Jesus-Tag. 2002 begann gemeinsam mit JMEM die Herausgabe der Zeitschrift Come.
2008 übernahmen Holger und Ulrike Tielbürger die Leitung der Tagungsstätte Obernkirchen. Von 2004 bis 2011 leitete Pfarrer Dieter Keucher (Lutherkirchgemeinde Chemnitz) als Vorsitzender die GGE. Sein Vorgänger Friedrich Aschoff ist seit 2004 Ehrenvorsitzender. Seit 2011 ist Pfarrer Henning Dobers aus Hann. Münden 1. Vorsitzender der GGE. 2011 wurde aus organisatorischen Gründen der Sitz der Geschäftsstelle von Hamburg nach Hann. Münden und damit mehr in die Mitte Deutschlands verlegt. 2011 begann die GGE die Kampagne Deutschland betet. Auch in manchen Freikirchen gibt es vergleichbare (überkonfessionelle) Bewegungen.

## Struktur
Der Arbeitskreis für Geistliche Gemeinde-Erneuerung in der Evangelischen Kirche ist ein religiöser gemeinnütziger Verein. Seine Organe sind der Vorstand und ein Leitungskreis, der als Mitgliederversammlung fungiert. Dem Verein zugeordnet ist die Geschäftsstelle in Hann. Münden, deren Geschäftsführer in Hamburg von 1987 bis 2011 Lorenz Reithmeier war. Seit 2011 leitet Pfarrer Henning Dobers als geschäftsführender Vorsitzender die Geschäftsstelle in Hann. Münden mit zurzeit zwei Mitarbeiterinnen. Viermal jährlich erscheint der Brief an die Freunde. Darüber hinaus wird in regelmäßigen Abständen ein newsletter verschickt (GGE aktuell). Eine eigene Tagungsstätte im Stift Obernkirchen bei Bückeburg unter Leitung von Pfarrer Holger und Ulrike Tielbürger bietet Seminare zu geistlichen und seelsorgerlichen Themen an. Das Haus steht aber auch anderen Gruppen offen. Ein eigener Verlag publiziert Kommentare und Literatur zu aktuellen Themen in Kirche und Gesellschaft. Die Arbeit in den einzelnen Landeskirchen wird von unabhängigen Regionalbüros koordiniert, in einigen EKD-Gliedkirchen (Westfalen, Württemberg, Thüringen, Bayern, Nord) haben sich auch eigenständige Vereine etabliert. Erster Vorsitzender der GGE ist seit 2011 Pfarrer Henning Dobers aus Hann. Münden, Ehrenvorsitzender ist seit 2004 Pfarrer Friedrich Aschoff. Weitere Vorstandsmitglieder sind Pfarrerin Brigitte Fietz (München-Laim), Superintendent i. R. Peter Heß (Perleberg), Brigitte Krause (Rostock), Silvia Jöhring-Langert (Lippstadt). Der Vorstand wird für 2 Jahre gewählt, der erste Vorsitzender für vier Jahre. Wiederwahl ist möglich.

## Kennzeichen
Die Geistliche Gemeinde-Erneuerung zeichnet sich im Jahr 2018 laut Dobers durch folgende charakteristischen Elemente und Ziele aus:
- Menschen sollen Liebe Gottes erfahren, Vergebung von Jesus Christus empfangen und von der Kraft des Heiligen Geistes erfüllt werden.
- Gebet um Heilung und Erneuerung wird praktiziert.
- Lebendige Gottesdienste mit vielfältigen Gaben, kreativen Elementen, persönlicher Segnung und moderner Musik werden gefeiert.
- Freie Ausdrucksformen der Spiritualität werden gefördert.
- Persönliche Begegnung mit Gott wird durch Gebet, Anbetung und Musik gesucht.
- Die Bibel wird als vertrauenswürdig erachtet.
- Seelsorge wird in der Kraft des Heiligen Geistes ausgeübt und zeigt sich in innerer und äußerer Heilung.
- Gemeindeleben wird einladend gestaltet, damit es sich positiv auf die Gesellschaft auswirken kann.
- Gelebte Einheit zwischen Christen und Kirchen wird gefördert.
- Von falschen Wegen in Kirche, Theologie und Gesellschaft wird umgekehrt.
- Versöhnung und Einheit mit Israel wird gesucht.
- Gaben, die der Heilige Geist schenkt, werden entdeckt und praktiziert.